# ミカエル・ブルガン
ミカエル・ブルガン（Mickaël Bourgain。1980年5月28日- ）はフランス・ブローニュ＝シュル＝メール出身の自転車競技（トラックレース）選手。
2002年頃から極度の不振をかこつようになった、夏季オリンピックで3度金メダル獲得の実績があるフロリアン・ルソーに替わってルソーが位置していた第2走をそのまま引継ぎ、世界屈指の実力を誇るチームスプリント・フランスチームの一員として世界自転車選手権において3度優勝を経験。また、2004年アテネオリンピックでは銅メダルを獲得。
個人種目では2005年、2007年の世界選手権・スプリントでそれぞれ2、3位に入っているが、2007年の同種目予選の200mフライングタイムトライアルではテオ・ボスを抑えて予選トップで通過した。
2008年の世界選手権・チームスプリントでは、予選ではフランスチームのメンバーとして登場したが、イギリスとの決勝戦ではアルノー・トゥルナンに替わられた。個人スプリントでは3位決定戦でロベルト・キアッパを破った。同年の北京オリンピックでは、チームスプリントは予選のみ出場。スプリントでは準々決勝で、テオ・ボスにストレート勝ち。準決勝でクリス・ホイに敗れたものの、3位決定戦でマキシミリアン・レヴィを2-1で下して銅メダルを獲得。
2009年の世界選手権・チームスプリントでは、決勝戦にのみ出場。グレゴリー・ボジェ、ケヴィン・シローとのトリオで宿敵・イギリスを破り、同大会同種目4連覇に貢献した。

## 国際競輪などの記録
国際競輪は2006年、2007年と2回参加しているが、2006年は12戦7勝、優勝1回、2007年は16戦11勝、優勝2回という成績で通算勝率が64.2％にも上っている。おおよそ3.8 - 3.9という大きなギアを駆使しての先行力で他を圧倒するレース振りが特徴的である。
また、日本自転車競技連盟が協賛している、UCIトラックワールドカップクラシックス開催期間中に開催された賞金付きレース、インターナショナルケイリンでは2005年、2006年と連覇を果たしている。